# Cena transferowa
Cena transferowa, cena transakcyjna – cena stosowana w transakcjach pomiędzy podmiotami powiązanymi, w szczególności w ramach jednej grupy kapitałowej.
Znaczną część transakcji na rynku biznesowym stanowią transakcje między podmiotami powiązanymi, takie jak choćby przepływ towarów handlowych między przedsiębiorstwami z jednej grupy kapitałowej lub świadczenie usług na rzecz osób prawnych przez ich właścicieli i zarządy.
Ceny transferowe stosowane w tych transakcjach mogą mieć decydujący wpływ na ostateczną wysokość zysków lub strat w poszczególnych częściach grupy, a ostatecznie także na konkurencyjność grupy wobec innych przedsiębiorstw.

## Ceny transferowe a podatki
Stosowanie odpowiedniej polityki cen transferowych, może znacząco wpłynąć na zobowiązania w podatku dochodowym przedsiębiorstw, szczególnie gdy członkami grupy są przedsiębiorstwa z krajów o różnorodnych systemach podatkowych.

### Przykład
Spółka A sprzedaje w kraju A towar importowany z kraju B, gdzie posiada spółkę córkę – Spółkę B. Wartość rynkowa towaru dostarczanego przez spółkę B to 250 000 EUR, a cena dla ostatecznego odbiorcy to 500 000 EUR. W kraju A podatek dochodowy wynosi 20%, gdy w kraju B wynosi on 10%.
Jeżeli cena transferowa między spółkami B i A:
a) Zostanie ustalona na 250 000 EUR (wartość rynkowa) – zobowiązanie podatkowe (bez uwzględniania kosztów uzyskania przychodu) wyniesie odpowiednio 50 000 EUR w kraju A ((500 000 – 250 000) x 20%) i 25 000 EUR w kraju B (250 000 × 10%), w sumie 75 000 EUR.
b) Zostanie ustalona na 450 000 EUR (powyżej wartości rynkowej) – zobowiązanie podatkowe (bez uwzględniania kosztów uzyskania przychodu) wyniesie zaledwie 10 000 EUR w kraju A ((500 000 – 450 000) x 20%) i 45 000 EUR w kraju B (450 000 × 10%), w sumie 55 000 EUR.
W przedstawionym przykładzie, zastosowanie świadomej polityki cen transferowych może oznaczać dla grupy oszczędność w wysokości 20 000 EUR.
Aby ograniczyć ryzyko przerzucania dochodów za pomocą cen transferowych, państwa nakładające wysokie zobowiązania podatkowe wprowadziły do swoich systemów uregulowania nakładające na przedsiębiorstwa obowiązek ustalania cen transferowych na poziomie zgodnym z cenami rynkowymi. W większości krajów należących do OECD, przedsiębiorstwa są zobowiązane przygotowywać specjalną dokumentację, udowadniającą zgodność danej ceny transferowej z cenami rynkowymi.

## Ceny transferowe w polskim prawie podatkowym
W 2000 z inicjatywy Marka Belki, sprawującego ówcześnie funkcję ministra finansów, wdrożono do polskiego prawa podatkowego przepisy dotyczące cen transferowych, nowelizując Ordynację podatkową. Od 2019 r. kwestię cen transferowych reguluje ustawa z dnia 16 października 2019 r. o rozstrzyganiu sporów dotyczących podwójnego opodatkowania oraz zawieraniu uprzednich porozumień cenowych (Dz.U. z 2023 r. poz. 948).
Do najistotniejszych aktów prawa regulujących problematykę cen transferowych osób prawnych zaliczane są:
ustawa o podatku dochodowym od osób prawnych
Tematyka cen transferowych pierwotnie została uregulowana w rozdziale 1a „Ceny transferowe”. Rozdział ten regulował
- kwestie definicyjne i ogólne związane z cenami transferowymi (art. 11a i art. 11b),
- zasadę ceny rynkowej (art. 11c – art. 11j),
- zasady sporządzania dokumentacji cen transferowych (art. 11k – art. 11t)

### Kwestie ogólne i definicyjne
Zgodnie z przepisami cena transferowa oznaczał rezultat finansowy warunków ustalonych lub narzuconych w wyniku istniejących powiązań, w tym cenę, wynagrodzenie, wynik finansowy lub wskaźnik finansowy. Zgodnie z definicją każda odpłatna transakcja pomiędzy podmiotami powiązanymi skutkowała powstaniem ceny transferowej. Istnienie transakcji pomiędzy podmiotami powiązanymi nie oznaczało, że transakcje te były wykorzystywane w celu optymalizacji podatkowej lub unikania opodatkowania.
Ceny transferowa to wynik transakcji zawartej pomiędzy podmiotami powiązanymi. Ustawa definiowała podmioty powiązane w art. 11a ust. 1 pkt 4. Zgodnie z tym przepisem podmioty powiązane to:
- podmioty, z których jeden podmiot wywiera znaczący wpływ na co najmniej jeden inny podmiot, lub
- podmioty, na które wywiera znaczący wpływ:
  - ten sam inny podmiot lub
  - małżonek, krewny lub powinowaty do drugiego stopnia osoby fizycznej wywierającej znaczący wpływ na co najmniej jeden podmiot, lub
- spółka niemającą osobowości prawnej i jej wspólnicy, lub
- podatnik i jego zagraniczny zakład, a w przypadku podatkowej grupy kapitałowej – spółkę kapitałową wchodzącą w jej skład i jej zagraniczny zakład;

Przez wywieranie znaczącego wpływu rozumiano:
- posiadanie bezpośrednio lub pośrednio co najmniej 25%:
  - udziałów w kapitale lub
  - praw głosu w organach kontrolnych, stanowiących lub zarządzających, lub
  - udziałów lub praw do udziału w zyskach lub majątku lub ich ekspektatywy, w tym jednostek uczestnictwa i certyfikatów inwestycyjnych, lub
- faktyczną zdolność osoby fizycznej do wpływania na podejmowanie kluczowych decyzji gospodarczych przez osobę prawną lub jednostkę organizacyjną nieposiadającą osobowości prawnej, lub
- pozostawanie w związku małżeńskim albo występowanie pokrewieństwa lub powinowactwa do drugiego stopnia.

Innymi słowy ustawa wyszczególniała trzy rodzaje powiązań: kapitałowe, rodzinne i funkcyjne (np. poprzez pełnienie funkcji w zarządzie, radzie nadzorczej czy innym organie kontroli).

### Zasada ceny rynkowej
Zgodnie z art. 11c Ordynacji podatkowej podmioty powiązane były obowiązane ustalać ceny transferowe na warunkach, które ustaliłyby między sobą podmioty niepowiązane. Jeżeli w wyniku istniejących powiązań zostały ustalone lub narzucone warunki różniące się od warunków, które ustaliłyby między sobą podmioty niepowiązane, i w wyniku tego podatnik wykazywał dochód niższy (stratę wyższą) od tego, jakiego należałoby oczekiwać, gdyby wymienione powiązania nie istniały, organ podatkowy określał dochód (stratę) podatnika bez uwzględnienia warunków wynikających z tych powiązań. Określając wysokość dochodu (straty) podatnika w sytuacji, organ podatkowy brał pod uwagę faktyczny przebieg i okoliczności zawarcia i realizacji transakcji kontrolowanej oraz zachowanie stron tej transakcji.
W przypadku gdy organ podatkowy uznał, że w porównywalnych okolicznościach podmioty niepowiązane kierujące się racjonalnością ekonomiczną nie zawarłyby danej transakcji kontrolowanej lub zawarłyby inną transakcję, lub dokonałyby innej czynności, zwanych dalej „transakcją właściwą”, organ ten określał dochód (stratę) podatnika bez uwzględnienia transakcji kontrolowanej, a w przypadku gdy było to uzasadnione, określał dochód (stratę) podatnika z transakcji właściwej względem transakcji kontrolowanej.
Organ podatkowy w tym celu wykorzystywał jedną z metod weryfikacji cen transferowych:
- porównywalnej ceny niekontrolowanej;
- ceny odprzedaży;
- koszt plus;
- marży transakcyjnej netto;
- podziału zysku,
- inną metodę (w przypadku gdy nie jest możliwe zastosowanie metod wymienionych wyżej).

Nie istniała hierarchia metod, należało stosować metodę najbardziej odpowiednią dla danej transakcji.

### Dokumentacja cen transferowych
Podmioty powiązane były obowiązane do sporządzania lokalnej dokumentacji cen transferowych za rok obrotowy w celu wykazania, że ceny transferowe zostały ustalone na warunkach, które ustaliłyby między sobą podmioty niepowiązane.
Dokumentacja musiała być sporządzona dla transakcji, które przekraczały określone w ustawie progi finansowe:
- 10 000 000 zł – w przypadku transakcji towarowej;
- 10 000 000 zł – w przypadku transakcji finansowej;
- 2 000 000 zł – w przypadku transakcji usługowej;
- 2 000 000 zł – w przypadku innej transakcji niż określona wyżej.

Dokumentacja cen transferowych powinna była zawierać:
- opis podmiotu powiązanego;
- opis transakcji, w tym analizę funkcji, ryzyk i aktywów;
- analizę cen transferowych, w tym:
  - analizę danych podmiotów niepowiązanych lub transakcji zawieranych z podmiotami niepowiązanymi lub pomiędzy podmiotami niepowiązanymi uznanych za porównywalne do warunków ustalonych w transakcjach kontrolowanych, zwaną dalej „analizą porównawczą”, albo
  - analizę wykazującą zgodność warunków, na jakich została zawarta transakcja kontrolowana, z warunkami, jakie ustaliłyby podmioty niepowiązane, zwaną dalej „analizą zgodności” – w przypadku gdy sporządzenie analizy porównawczej nie jest właściwe w świetle danej metody weryfikacji cen transferowych lub nie jest możliwe przy zachowaniu należytej staranności;
- informacje finansowe.

Ustawa o podatku dochodowym od osób fizycznych
Ustawa o podatku dochodowym od osób fizycznych zawiera analogiczne przepisy, jak ustawa o podatku dochodowym od osób prawnych. Przepisy te zawarte są w rozdziale 4b.
Ustawa o podatku od towarów i usług
Przepisy dotyczące VAT zawierają art. 32, który reguluje kwestie transakcji pomiędzy podmiotami powiązanymi. Zgodnie z tym przepisem, w przypadku gdy między nabywcą a dokonującym dostawy towarów lub usługodawcą istnieją powiązania oraz w przypadku gdy wynagrodzenie jest:
- niższe od wartości rynkowej, a nabywca towarów lub usług nie ma pełnego prawa do obniżenia kwoty podatku należnego o kwotę podatku naliczonego,
- niższe od wartości rynkowej, a dokonujący dostawy towarów lub usługodawca nie ma pełnego prawa do obniżenia kwoty podatku należnego o kwotę podatku naliczonego, a dostawa towarów lub świadczenie usług są zwolnione od podatku,
- wyższe od wartości rynkowej, a dokonujący dostawy towarów lub usługodawca nie ma pełnego prawa do obniżenia kwoty podatku należnego o kwotę podatku naliczonego

– organ podatkowy określa podstawę opodatkowania zgodnie z wartością rynkową, jeżeli okaże się, że powiązania te miały wpływ na ustalenie wynagrodzenia z tytułu dostawy towarów lub świadczenia usług.
Rozporządzenia Ministra Finansów
Dla osób fizycznych:
- Rozporządzenie Ministra Finansów z dnia 21 grudnia 2018 r. w sprawie cen transferowych w zakresie podatku dochodowego od osób fizycznych (Dz.U. z 2023 r. poz. 1349)

- Rozporządzenie Ministra Finansów z dnia 21 grudnia 2018 r. w sprawie dokumentacji cen transferowych w zakresie podatku dochodowego od osób fizycznych (Dz.U. z 2023 r. poz. 1815)

Dla osób prawnych:
- Rozporządzenie Ministra Finansów z dnia 21 grudnia 2018 r. w sprawie cen transferowych w zakresie podatku dochodowego od osób prawnych (Dz.U. z 2023 r. poz. 1129)

- Rozporządzenie Ministra Finansów z dnia 21 grudnia 2018 r. w sprawie dokumentacji cen transferowych w zakresie podatku dochodowego od osób prawnych (Dz.U. z 2023 r. poz. 1783)

Kodeks karny skarbowy
Do końca 2018 r. finansowe organy postępowania przygotowawczego próbowały poszukiwać podstawy odpowiedzialności w przepisach kodeksu karnego skarbowego sankcjonujących nierzetelne prowadzenie ksiąg podatkowych, złożenie nierzetelnego zeznania rocznego, nieujawnienie przedmiotu lub podstawy opodatkowania, niezłożenie informacji podatkowej.
Z początkiem 2019 r. wprowadzono do Kodeksu karnego skarbowego przepisy wprost penalizujące niektóre czyny związane z cenami transferowymi: niezłożenie oświadczenia o sporządzeniu lokalnej dokumentacji cen transferowych lub poświadczenie w nim nieprawdy, a także za niezłożenie informacji o cenach transferowych (TPR), spóźnione jej złożenie i złożenie informacji niezgodnej ze stanem rzeczywistym. Od 2022 r. wspomniane oświadczenie jest częścia informacji TPR, natomiast sankcjonowane jest niesporządzenie lub nieterminowe sporządzenie lokalnej dokumentacji cen transferowych, niedołączenie grupowej dokumentacji cen transferowych i sporządzenie dokumentacji niezgodnie ze stanem rzeczywistym.
Aktualnie aktywność organów ścigania i sądów karnych w stosowaniu przepisów karnych dotyczących cen transferowych jest niska.